# Yves Michaud (Québec)
Pour les articles homonymes, voir Michaud et Yves Michaud.
Yves Michaud (né à Saint-Hyacinthe le 13 février 1930 et mort à Montréal le 19 mars 2024) est un homme politique et un journaliste québécois. 
Au Québec, il est surtout connu pour ses prises de position tranchées à propos de la défense du fait français et son implication dans l'affaire Michaud. Les médias l'ont également surnommé le « Robin des banques » d'après ses actions comme président fondateur du Mouvement d'éducation et de défense des actionnaires (MÉDAC).

## Biographie
Après une formation en journalisme, Yves Michaud devient rédacteur en chef et directeur du journal Le Clairon maskoutain à Saint-Hyacinthe de 1954 à 1962.
En 1959, il reçoit une bourse du Conseil des Arts du Canada pour étudier en journalisme à l'Université de Strasbourg.
De 1962 à 1966, il est rédacteur en chef et directeur du journal La Patrie.
Le fonds d’archives de Yves Michaud (P962) est conservé au centre BAnQ Vieux-Montréal de Bibliothèque et Archives nationales du Québec.

### Mandat à l'Assemblée nationale
Yves Michaud est élu député du Parti libéral du Québec à l'élection de 1966 dans la circonscription de Gouin. Trois ans plus tard, il se joint à un groupe de députés pour s'opposer au projet de loi 63, déposé le 23 octobre 1969 par Jean-Guy Cardinal, alors ministre de l'Éducation dans le gouvernement Jean-Jacques Bertrand. En désaccord avec son parti sur ce projet de loi, Yves Michaud quitte le Parti libéral et siège comme député indépendant à compter du 31 octobre 1969. La loi 63, Loi pour promouvoir la langue française au Québec, est adoptée le 20 novembre suivant.

### Carrière gouvernementale
De 1970 à 1973, Yves Michaud est Haut-commissaire à la Coopération au ministère des Affaires intergouvernementales du Québec. De 1973 à 1976, il est fondateur, rédacteur en chef et directeur du journal Le Jour.
Par la suite, il occupe différents postes au sein du Gouvernement du Québec. De 1979 à 1984, il est Délégué général du Québec en France. Il sera fait Commandeur de la Légion d'honneur française. Il devient directeur du Palais des congrès de Montréal, puis représentant en vins.

### MÉDAC
En 1993, Yves Michaud perd de grosses sommes d'argent à la suite du rachat d'une banque en faillite. Cela l'incitera à fonder, en 1995, l'Association de protection des épargnants et investisseurs du Québec (ancêtre du MÉDAC). À diverses occasions, il défend les intérêts des actionnaires minoritaires aux différentes assemblées des actionnaires des banques. Ainsi, par exemple, il réclame des règlements de régie interne qui rendent les dirigeants de banque plus responsables envers les actionnaires minoritaires. Ses gestes lui vaudront le surnom de « Robin des banques »,.

### Affaire Michaud
Le 12 décembre 2000, Yves Michaud se présente comme candidat à l'investiture du Parti québécois dans la circonscription de Mercier pour l'élection partielle. Le lendemain, 13 décembre, lors des états généraux du français tenus à Montréal, il fait une déclaration appelant les Québécois à suivre l'exemple du peuple juif dans leur attitude de survivance. Ses propos entraînent l'adoption unanime d'une motion de blâme à l'Assemblée nationale du Québec le 14 décembre 2000. Les députés ont voté cette motion sans avoir pris connaissance des propos présumés antisémites de Michaud et sans que celui-ci ne soit entendu. Bref, la motion, qui était plus une dénonciation qu'un blâme, affirmait: « l’Assemblée nationale dénonce sans nuance, de façon claire et unanime, les propos inacceptables à l’égard des communautés ethniques et, en particulier, à l’égard de la communauté juive tenus par Yves Michaud à l’occasion des audiences des États généraux sur le français à Montréal le 13 décembre 2000. » Depuis, plusieurs élus péquistes du temps se sont ensuite excusés pour avoir voté cette motion de dénonciation sans avoir pris connaissance des propos de Michaud,,,,.
En 2011, en lien avec cette affaire, il refuse d'être reçu dans l'Ordre national du Québec.

#### Poursuite en diffamation
Au début du mois d’avril 2001, Yves Michaud intente une poursuite en diffamation au montant de 15 000 $ en dommages et intérêts, plus 3000 $ à titre punitif,  à l’endroit de Marc Angenot, qu’il accuse d’avoir « insinué faussement et intentionnellement sur les ondes de Radio-Canada que le requérant [Michaud] avait tenu des propos antisémites. » Michaud ajoute que dans ses déclarations aux états généraux « en aucune circonstance [lui, Michaud] n’a tenu de propos antisémites ou à connotation antisémite. » Angenot avait déclaré le 8 février 2001, à l’émission Maisonneuve à l’écoute, animée par Pierre Maisonneuve à RDI: « M. Michaud avait le droit de tenir des propos antisémites, j’ai le droit de les trouver abjects. »
La cause fut entendue le 9 janvier 2002.  Yves Michaud y déclara s’être senti « sali, souillé, couvert de crachats et de vomissures » par les déclarations d’Angenot. Angenot, de son côté, présentait une défense dite de « commentaire loyal, » concept de Common Law protégeant la liberté d’expression.   Angenot ajouta que selon lui, la poursuite était d’abord et avant tout une attaque personnelle dirigée contre lui par Michaud parce qu’il était un militant antinationaliste.
À la mi-mai 2002, le juge Antonio De Michele rendit un verdict défavorable à Michaud.  Selon lui, les phrases de Michaud mises ensemble « suscitent des sentiments défavorables et déplaisants à l’égard de la communauté juive du Québec. » La phrase de Michaud de décembre 2000 fut « la goutte qui a fait déborder le vase… qui constitue la fin de la tolérance des divers propos que tient Michaud depuis un certain temps. » Le juge retint la défense de « commentaire loyal » présentée par Angenot.
Yves Michaud porta le jugement en appel, mais fut débouté à nouveau par la Cour d’appel du Québec le 10 septembre 2003. Les trois juges (Jacques Delisle, Louise Mailhot et Pierre J.  Dalphond) qui entendaient l’appel le rejetèrent sans délibéré. Le tribunal « devait se demander si une personne raisonnable aurait pu percevoir M. Michaud comme un antisémite compte tenu de ses déclarations antérieures et du contexte de l’époque. La réponse est oui. »

### Agences de vins, bières et spiritueux
En 2006, Yves Michaud est président de l'Association québécoise des agences de vins, bières et spiritueux (AQAVBS).

### Blogueur
De juin à septembre 2009, Yves Michaud tient un blogue hébergé par le magazine L'Actualité.

## Honneurs
- Commandeur de la Légion d'honneur
- 2011 : Ordre national du Québec (qu'il refuse[15])

## Publications
- Je conteste, Les Éditions du Jour, 1969
- La Folie du vin (préface de Jacques Benoît), Éditions Libre expression, 1990, 202 p.  (ISBN 978-2-8911-1448-6)
- Parole d'un homme libre, VLB éditeur, 2000, 160 p.  (ISBN 978-2-8900-5773-9)
- Les Raisons de la colère, Éditions Fides, 2005, 434 p.  (ISBN 978-2-7621-2644-0)